# Jan Meininghaus
Jan Meininghaus (* 1973 in Pakistan) ist ein deutscher Illustrator und Grafiker.

## Werk
Meininghaus begann seine Tätigkeit als Grafiker in den späten 1980er Jahren und studierte zwischenzeitlich Visuelle Kommunikation in Essen. Bis heute arbeitet er bevorzugt mit Pinseln und Stiften sowie auf Papier oder digital mit dem Zeichentablett. Sein Stil ist beeinflusst von urbaner Subkultur, Mode, Musik und Film.
Zu seinen Werken gehören u. a. Titelseiten für das Rock Hard und Kreator („Gods of Violence“, „Phantom Antichrist“), Bolt Thrower und Overkill sowie Hate Squad und Sick of It All. Im außermusikalischen Bereich erstellte er u. a. Arbeiten für Ford, Beck’s und Netflix und war einer der Zeichner der Comic-Serie „Die Vergessenen“ sowie von „Die Siedler“ zur vierten Auflage der gleichnamigen Videospielreihe von Blue Byte.
Seit 2009 ist er als Illustrator, Fotograf und Grafiker verantwortlich für den visuellen Auftritt des Denim-Labels Rumble59.
Im September 2014 fand in der Bochumer „Sold Out Gallery“ seine Ausstellung „Punk, Rock & Rebels“ mit Porträts von Musikern wie Lemmy Kilmister, James Hetfield und Iggy Pop statt. Anfang 2016 folgte an gleicher Stelle eine gemeinsame Ausstellung mit Thomas Ewerhard und Björn Gooßes.
Darüber hinaus ist bzw. war er auch als Musiker tätig, darunter von 1994 bis 1999 mit Breeding Fear und als Rhythmusgitarrist für Death of a Demon, seit 2013 mit seiner Band Saint Serpent.